# Подгальские стрелки
Подгальские стрелки (пол. Strzelcy podhalańscy) — традиционное собирательное название горнострелковых подразделений Войска Польского. Образованы впервые в 1918 году из числа добровольцев области Подгале, действующим соединением в Войске Польском является в настоящее время 21-я бригада.

## История

### Довоенные годы
Добровольцы из Подгале, вступившие в Войско Польское в 1918 году, образовывали только небольшие отряды. В 1919 году их объединили в две дивизии горной пехоты: 21-ю и 22-ю. Также были образованы три горнострелковые бригады, которые стали элитными частями вооружённых сил Второй Польской Республики. На момент начала Второй мировой войны всего в Войске Польском было шесть полков.

### Вторая мировая война
После разгрома Польши вермахтом уцелевшие горнострелковые части перебрались во Францию, где на их основе была образована Отдельная бригада подгальских стрелков. Эти части сражались под Нарвиком, участвовали в обороне Франции, а после поражения Франции ушли в Швейцарию. Немногочисленные подразделения, оставшиеся на оккупированной территории, были лояльны Армии Крайовой. Также в составе сил Войска Польского на Западе нёс службу и Батальон подгальских стрелков, участвовавший в боях в Западной Европе с 1944 года после высадки союзников в Нормандии.

### После войны
В Армии Людовой до 1989 года не было подразделений подгальских стрелков, и только в 1989 году был образован 5-й полк подгальских стрелков, которому присвоили имя генерала Анджея Галицы. В 1993 году его расформировали, а на его основе была образована 21-я бригада подгальских стрелков, хранящая и по сей день традиции этих воинских формирований Польши.

## Исторические воинские части
Представлены подразделения подгальских стрелков по состоянию на 1 сентября 1939 года.
| Дивизия и командир                                 | Полк и командир                                   | Гарнизон | Гарнизон     |
| -------------------------------------------------- | ------------------------------------------------- | -------- | ------------ |
| 21-я горнострелковая дивизия Юзеф Кустронь         | 3-й полк подгальских стрелков Юлиан Чубрыт        |          | Бельско-Бяла |
| 21-я горнострелковая дивизия Юзеф Кустронь         | 4-й полк подгальских стрелков Бронислав Важибок   |          | Цешин        |
| 22-я горнострелковая дивизия Леопольд Энгель-Рагис | 2-й полк подгальских стрелков Стефан Шляшевский   |          | Санок        |
| 22-я горнострелковая дивизия Леопольд Энгель-Рагис | 5-й полк подгальских стрелков Антоний Жулкевский  |          | Пшемысль     |
| 22-я горнострелковая дивизия Леопольд Энгель-Рагис | 6-й полк подгальских стрелков Мечислав Добжанский |          | Самбор       |
| 2-я горнострелковая бригада Александр Ставаж       | 1-й полк подгальских стрелков Альфред Краевский   |          | Новы-Сонч    |

## Символика

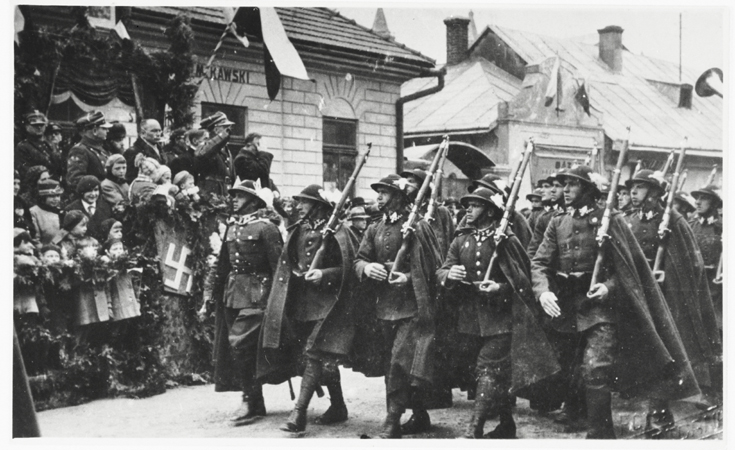
2-й полк подгальских стрелков на параде в Саноке в 1936 году в полном обмундировании

21 июня 1919 года министр военных дел утвердил знаки отличия и униформу для полков подгальских стрелков. В качестве головного убора была выбрана подгальская шляпа низкой формы, круглая, бежевого защитного цвета. У офицеров на подгальской шляпе были ещё два серебряных околыша, а у обычных солдат к шляпе была привязана верёвка из серой шерсти. Слева было воткнуто тёмное перо орла или ястреба, спереди шляпы изображалась кокарда с серебряным орлом (на шляпах у офицеров также изображалась офицерская звезда). До войны горные части были единственными из пехотинцев, которые носили не стандартную пехотную униформу Войска Польского, а собственную уникальную униформу, созданную на основе народных костюмов. Эта традиция сохранилась и по сей день.
Основным символом подгальских стрелков является эдельвейс альпийский, изображаемый на манжетах и воротниках обмундирования солдата, а также особая разновидность свастики, распространённая в Подгале и горных областях Польши (в том числе и в Татрах). Эта свастика была неотъемлемой частью орнаментов и узоров тех народов, которые жили в Татрах, но никакого отношения к нацистской символике не имела. Тем не менее, с 1945 года она не используется подгальскими стрелками. На воротниках униформы подгальских стрелков изображалась свастика размером 45 на 30 мм: для солдат она чеканилась из белого окисленного листа, для офицеров вышивалась белыми окисленными нитками.

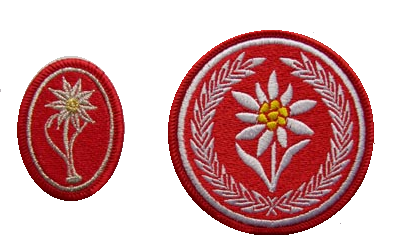
Эмблема эдельвейса подгальских стрелков
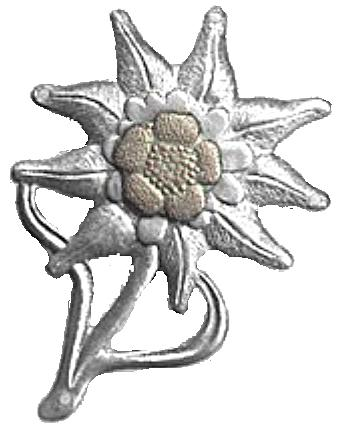
Эдельвейс альпийский, символ подгальских стрелков
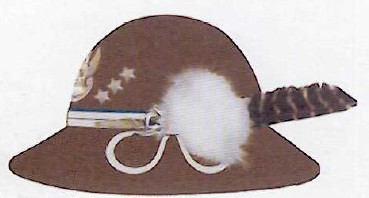
Подгальская шляпа, офицерская версия

## Известные военачальники подгальских стрелков
- Борута-Спехович, Мечислав[англ.]
- Климецкий, Тадеуш[англ.]

## Схожие подразделения
- Альпийские стрелки Франции
- Горные стрелки (горные егеря)
- Альпини
- Вынэторь де мунте